# Беденик
Беденик је насељено место у општини Нова Рача, Бјеловарско-билогорска жупанија, Република Хрватска.

## Историја
Почетком 20. века Беденик је село и црквена општина којој припадају места: Беденичка, Булинац и Ласовац. Политичка општинска власт налазила се у Северину. У месту је од укупно 342 дома, било 106 српских, а када је реч о становништву од 3261 житеља, њих 642 су Срби православци.
Православна црква посвећена Преображењу Господњем грађена је у 19. веку. Иконостас је осликао сликар Максимилијан Метуди 1897. године. У црквеној ризници је најстарија црквена књига србљак, зборник из 1538. године штампан у Венецији.
Православна црквена општина је 1905. године уређена, под председништвом Тома Грубачевића. Православна парохија је била VI платежне класе, са парохијским домом и српским православним гробљем. Парохијско звање је основано иматице су заведене 1791. године. Парох је 1905. године поп Данило Манојловић родом из Мале Писанице.
Школа у месту је 1905. године комунална, са једним школским здањем. Децу су учили супружници учитељи Јован и Марија Чачуга. Редовну наставу је пратило 62 ђака, а пофторну школу још 24 ученика старијег узраста. Школска деца из Булинца су ишла у школу у Беденику.
До нове територијалне организације у Хрватској место је припадало бившој великој општини Бјеловар.

## Становништво
На попису становништва 2011. године, Беденик је имао 461 становника.

## Попис 1991.
На попису становништва 2011. године, насељено место Беденик је имало 723 становника, следећег националног састава:
| Попис 1991.‍  | Попис 1991.‍  | Попис 1991.‍ | Попис 1991.‍ | Попис 1991.‍ |
| ------------ | ------------ | ----------- | ----------- | ----------- |
|              |              |             |             |             |
| Хрвати       | Хрвати       |             | 416         | 57,53%      |
| Мађари       | Мађари       |             | 117         | 16,18%      |
| Албанци      | Албанци      |             | 89          | 12,30%      |
| Срби         | Срби         |             | 36          | 4,97%       |
| Југословени  | Југословени  |             | 27          | 3,73%       |
| Чеси         | Чеси         |             | 10          | 1,38%       |
| Словенци     | Словенци     |             | 1           | 0,13%       |
| остали       | остали       |             | 1           | 0,13%       |
| неопредељени | неопредељени |             | 7           | 0,96%       |
| непознато    | непознато    |             | 19          | 2,62%       |
| укупно: 723  |              |             |             |             |